# Ryszard Wcisło

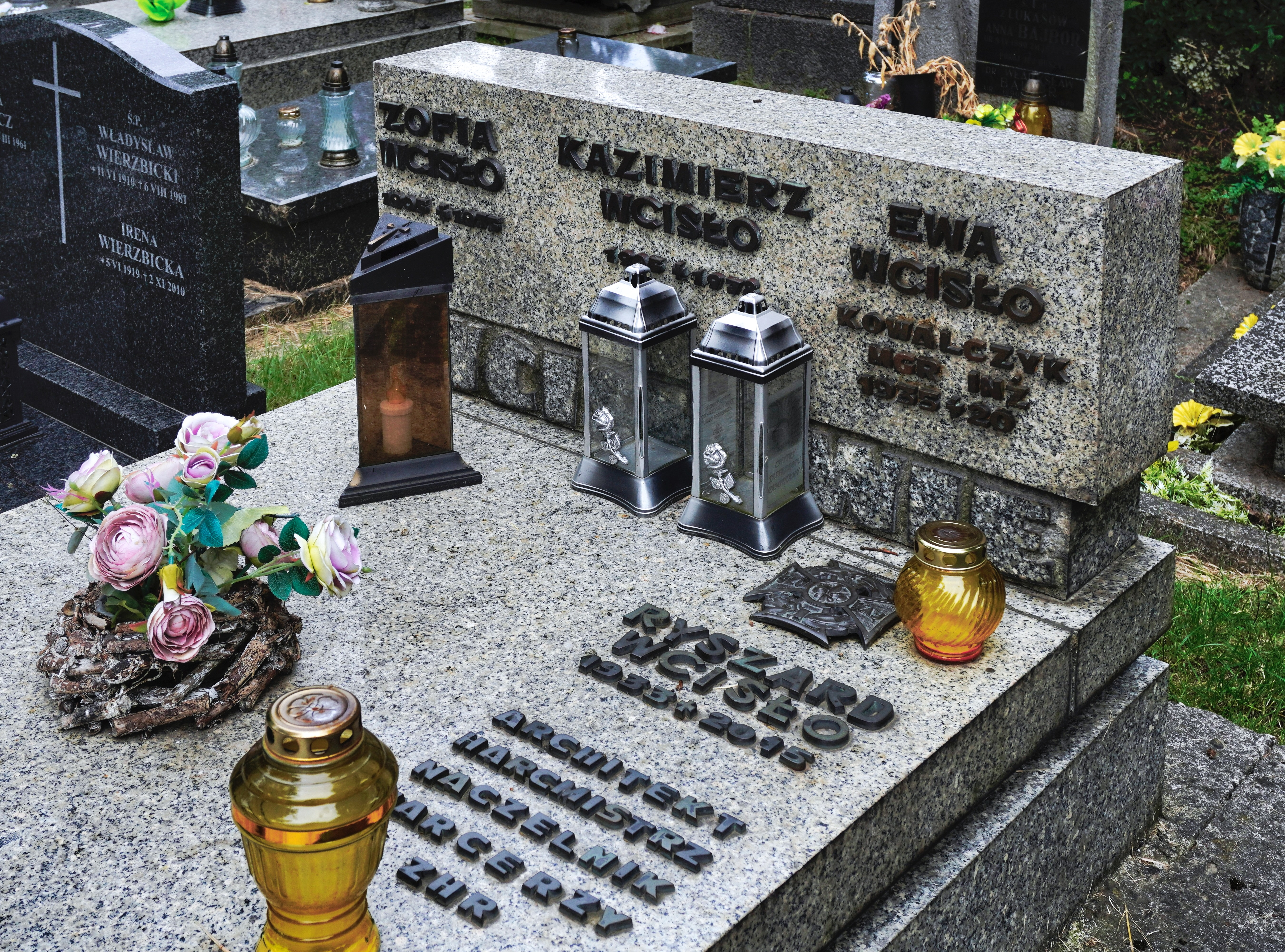
Grób Ryszarda Wcisły na cmentarzu Rakowickim w Krakowie

Ryszard Wcisło, ps. „Chytry Jastrząb” (ur. 8 kwietnia 1933 w Zakopanem, zm. 24 października 2015 w Krakowie) – instruktor harcerski działający w krakowskim ZHP, KIHAM, ZHP-1918, następnie aż do śmierci w ZHR. Z zawodu architekt.

## Życiorys
W 1944 roku zetknął się po raz pierwszy z harcerstwem w Rzeszowie, a 6 września 1945 roku wstąpił do 2. Zakopiańskiej Drużyny Harcerzy im. Andrzeja Małkowskiego. Przyrzeczenie złożył w dniu 5 stycznia 1947 roku w 3. Rzeszowskiej Drużynie Harcerzy im. Stefana Czarnieckiego. W 1956 roku z upoważnienia nr 1 Komendy Chorągwi ZHP reaktywował 14. Krakowską Drużynę Harcerzy (rok założenia 1932), która do 1949 roku nosiła brązowe chusty, a bohaterem jej był ks. biskup Wł. Bandurski. Na skutek braku kontaktu z Czternastakami, drużyna otrzymała kolor biały i za bohatera Stefana Czarnieckiego, a następnie utworzył z niej oraz z 18 KDH Biały Szczep – który stał się jednym z najbardziej znanych Szczepów starszoharcerskich w Chorągwi Krakowskiej i całym ZHP. 
W 1960 roku Biały Szczep otrzymał sztandar według jego projektu. Od tej chwili rozpoczęła się seria 16 projektowanych przez niego sztandarów dla różnych jednostek harcerskich, dwu krakowskich Hufców, oraz m.in. sztandaru Krakowskiej 19 Lotniczej. (Sztandar Białego Szczepu posiadał konspiracyjną kopię, sporządzoną na wypadek ponownej likwidacji ZHP. Kopia ta została ujawniona dopiero w 2006 r.)
Z Krakowską 19 Lotniczą związał się w 1962 na 5 lat prowadząc jeden z dywizjonów i pełniąc funkcje zastępcy komendanta szczepu. W 1967 roku przeszedł do Szczepu „Huragan B” pełniąc tam funkcje komendanta szczepu i drużynowego 28. Drużyny Harcerzy, która przyjęła specjalizację lotniczą. W 1974 roku wrócił do K19L. Pełnił tam kolejno funkcje komendanta szczepu „Gwiaździsty Szlak”, drużynowego XIX Kręgu Instruktorskiego, a następnie zastępcy komendanta szczepu, by w 1979 roku objąć funkcje Komendanta Szczepu „Słoneczne Drogi”, którą pełnił do lipca 1981 roku. Oprócz działalności na szczeblu szczepu pełnił szereg funkcji w komendach hufców Zwierzyniec, Kleparz i Krowodrza jako z-ca komendanta hufca, z-ca przewodniczącego komisji rewizyjnej, kierownika ref. organizacyjnego, kształcenia, starszoharcerskiego. Brał czynny udział w kształceniu kadry instruktorskiej. 
Reprezentował „19” w Kręgu im. A. Małkowskiego. W ramach działania w kręgu we wrześniu 1981 roku był komendantem Jubileuszowego Zlotu 70-lecia Harcerstwa Polskiego.
Od 1989 roku współtworzył Związek Harcerstwa Polskiego rok założenia 1918, był pierwszym Naczelnikiem Harcerzy ZHP-1918.
Od połączenia ZHR i ZHP-1918 w 1992 roku współtworzył krakowski ZHR. Ostatnie lata służby poświęcił Szczepowi 19 Krakowskich Drużyn Lotniczych ZHR.
Został pochowany na cmentarzu Rakowickim w Krakowie.

## Odznaczenia
- 13 kwietnia 2008 został odznaczony przez Prezydenta Rzeczypospolitej Polskiej Krzyżem Oficerskim Orderu Odrodzenia Polski.
- 13 września 2008, w trakcie XXVI Pielgrzymki ZHR na Jasną Górę, został odznaczony Krzyżem Honorowym ZHR Semper Fidelis[2]. Uroczysta dekoracja odbyła się w obecności instruktorek i instruktorów harcerskich ZHR w Sali Rycerskiej jasnogórskiego klasztoru.
- 28 października 2015 został pośmiertnie odznaczony przez Prezydenta Rzeczypospolitej Polskiej Krzyżem Komandorskim Orderu Odrodzenia Polski w uznaniu wybitnych zasług na rzecz wychowania pokoleń młodzieży w duchu idei harcerskiej, kształtowania postaw patriotycznych oraz budowania społeczeństwa obywatelskiego[3].